# Graval
Graval – miejscowość i gmina we Francji, w regionie Normandia, w departamencie Sekwana Nadmorska.
Według danych na rok 1990 gminę zamieszkiwały 104 osoby, a gęstość zaludnienia wynosiła 26 osób/km² (wśród 1421 gmin Górnej Normandii Graval plasuje się na 792. miejscu pod względem liczby ludności, natomiast pod względem powierzchni na miejscu 770.).